# Управление перспективных исследовательских проектов Министерства обороны США

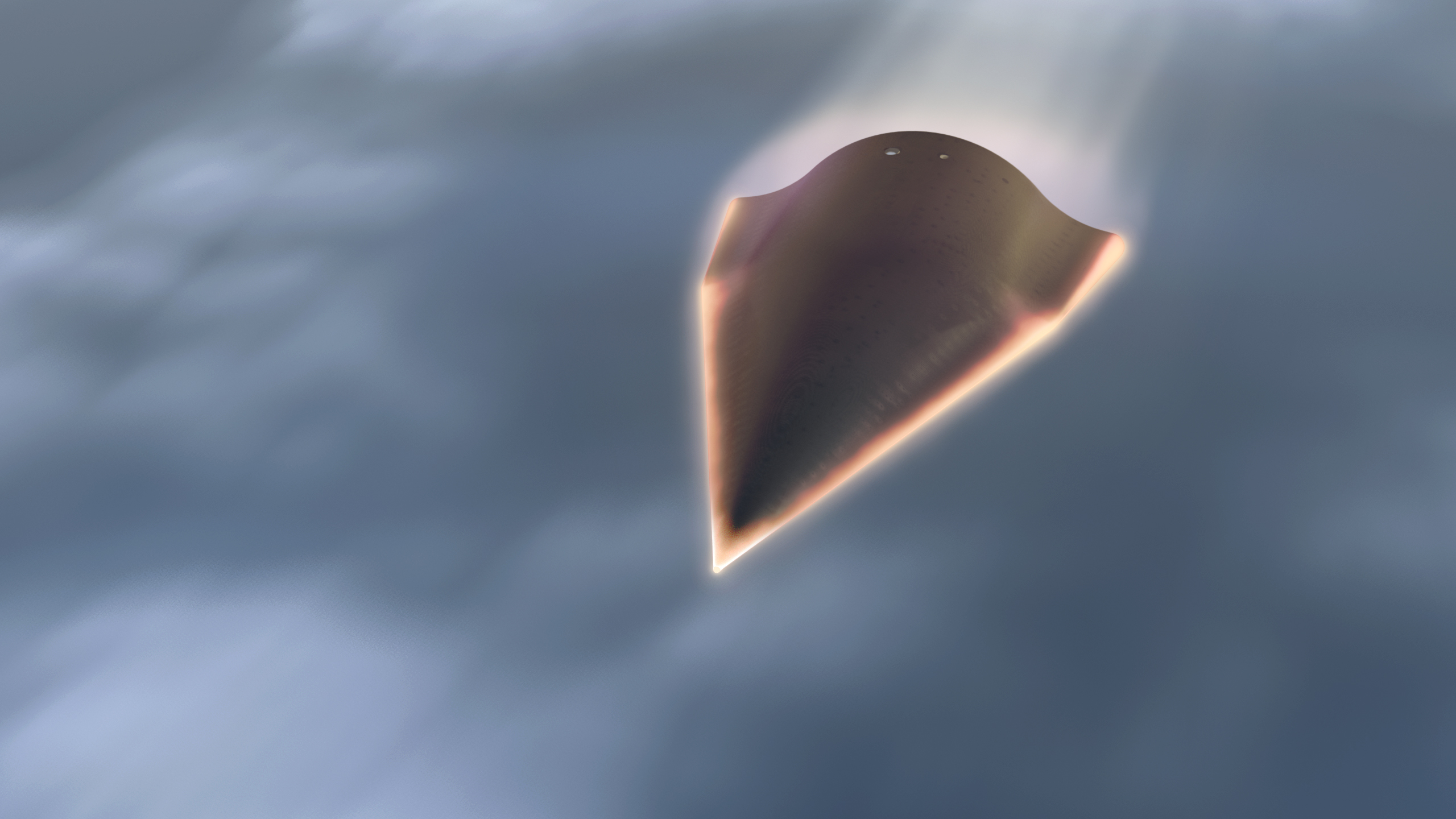
Hypersonic Test Vehicle 2 (HTV-2), разработка осуществлялась в рамках совместного проекта FALCON ВВС США и DARPA.

Управле́ние перспекти́вных иссле́довательских прое́ктов Министе́рства оборо́ны США (англ. Defense Advanced Research Projects Agency, DARPA) — управление Министерства обороны США, отвечающее за разработку новых технологий для использования в интересах вооружённых сил. Задачей DARPA является сохранение технологического превосходства вооружённых сил США, предотвращение внезапного для США появления новых технических средств вооружённой борьбы, поддержка прорывных исследований, преодоление разрыва между фундаментальными исследованиями и их применением в военной сфере.

## История
DARPA было основано в 1958 году в ответ на запуск в СССР первого искусственного спутника Земли. Перед DARPA была поставлена задача сохранения военных технологий США передовыми. DARPA существует независимо от обычных военных научно-исследовательских учреждений и подчиняется непосредственно руководству Министерства обороны. Штат DARPA насчитывает около 240 сотрудников (из которых примерно 140 — технические специалисты); бюджет организации составляет около 3 миллиардов долларов. Эти числа приблизительны, поскольку DARPA концентрируется на краткосрочных программах (от двух до четырёх лет), выполняемых небольшими, специально подобранными кооперациями компаний-подрядчиков.
Первоначально Управление называлось ARPA, затем оно было переименовано в DARPA (с добавлением слова Defense) в 1972 году, затем опять в ARPA в 1993 году, и, наконец, снова в DARPA 11 марта 1996 года.
DARPA отвечало за финансирование разработки университетами распределённой компьютерной сети ARPANET (из которой впоследствии появился Интернет), а также версии BSD (университета Беркли) системы UNIX и стека протоколов TCP/IP. В настоящее время спонсирует, в частности, разработку автомобилей-роботов.
В декабре 2009 года DARPA запускало красные шары-метеозонды в небо США, чтобы проверить возможности сбора, анализа и обмена информацией с помощью социальных сетей. Все 10 шаров были найдены менее чем за 9 часов, призовой фонд проекта составил 40 000 долларов.
Осенью 2014 года был представлен усилитель терагерцовых частот Terahertz Monolithic Integrated Circuit (TMIС), на основе транзисторов с высокой подвижностью электронов, тем самым превзойдя предыдущий рекорд в 850 ГГц на 17 %, продемонстрировав коэффициент усиления в 9 дБ на частоте 1 ТГц, и 8 дБ — на частоте 1,03 Тгц. Примечательно, что предыдущий рекорд производительности был так же установлен DARPA в 2012 году.
В сентябре 2015 года представитель DARPA заявил, что несколько десятков людей, которым вживили разрабатываемые агентством искусственные имплантаты, дающие направленные электрические разряды в определённые доли мозга, показали значительные улучшения в тестах на проверку памяти. 
В июне 2018 года руководители DARPA продемонстрировали ряд новых технологий, которые были разработаны в рамках программы GXV-T. Целью этой программы является создание легкобронированной боевой машины не очень больших размеров, которая за счёт маневренности и других уловок способна успешно противостоять современным системам противотанковых вооружений.

## Структура
Структуру агентства составляют 7 подразделений:
1. Адаптивного управления (AEO) — исследования в области построения адаптивных платформ и архитектур, включая универсальные программные платформы[прояснить], модульные аппаратные средства, многофункциональные информационные системы и средства разработки и проектирования;
2. Оборонных исследований (DSO) — исследования в области фундаментальной физики, новых технологий и приборов на новых физических принципах, энергетики, новые материалы и биотехнологии, прикладной и вычислительной математики, медико-биологические средства защиты, биомедицинские технологии.
3. Инноваций в информационных технологиях (I2O) — информационные системы мониторинга и управления, технологии высокопроизводительных вычислений, интеллектуальный анализ данных, системы распознавания образов, когнитивные системы машинного перевода;
4. Микросистемных технологий (MTO) — технологии электроники, фотоники, микромеханических систем, перспективной архитектуры интегрированных микросхем и алгоритмов распределенного хранения данных;
5. Стратегических технологий (STO) — системы связи, средства защиты информационных сетей, средства радиоэлектронной борьбы (РЭБ), устойчивость систем к кибератакам, системы обнаружения замаскированных целей на новых физических принципах, энергосбережение и альтернативные источники энергии;
6. Тактических технологий (TTO) — современные высокоточные системы вооружения, лазерное оружие, беспилотные средства вооружений на базе воздушных, космических, наземных и морских платформ, перспективные космические системы мониторинга и управления.
7. Биологических технологий (BTO) — исследования в области инженерной биологии, включая омиксные технологии, синтетическую биологию, метаболическую искусность, устойчивость, генную терапию (включая искусственную хромосому человека), и прикладные аспекты нейронаук[14].